# Matthias Schlembach
Matthias Schlembach (* 1901 in Hannover; † unbekannt) war ein deutscher Radrennfahrer und nationaler Meister im Radsport.

## Sportliche Laufbahn
Zweimal, 1921 und 1922 wurde er Deutscher Meister im Straßenrennen der Amateure. 1921 schlug er Hans Korsch im Finale des als Meisterschaft ausgetragenen Rennens Rund um Aachen, 1922 bezwang er Paul Nickel vor dem Lokalmatadoren Erich Möller aus Hannover. 1922 siegte er im Großen Preis von Luxemburg. Bis 1925 fuhr er Straßenrennen und auf der Bahn, dann wandte er sich konsequent den Bahnrennen zu. Sein größter Erfolg als Bahnfahrer war 1922 der Gewinn des Goldpokals von Köln, wo er im direkten Vergleich Paul Oszmella schlug. 1927 beendete er seine Laufbahn als Radrennfahrer. Fünf Jahre später kehrte er zur Radrennbahn zurück und wurde als Schrittmacher in Steherrennen aktiv.